# Bernes-sur-Oise
Pour les articles homonymes, voir Bernes (homonymie).
Bernes-sur-Oise est une commune française située dans le département du Val-d'Oise, en région Île-de-France.
Ses habitants sont appelés les Bernois.

## Géographie

### Description
Bernes-sur-Oise est une commune périurbaine  de l'unité urbaine de Persan - Beaumont-sur-Oise et de  l'Aire urbaine de Paris, située dans la vallée de l'Oise, à une distance orthodromique de 33 km au nord de Paris.

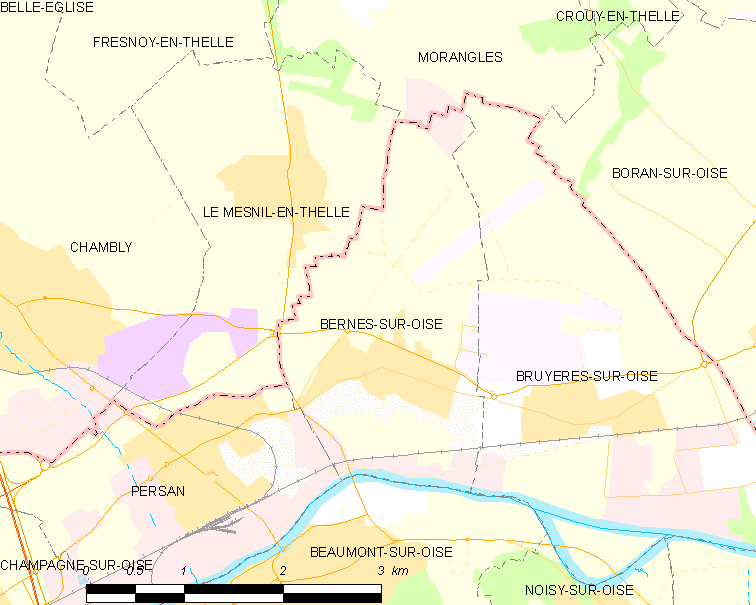
Carte de la commune.
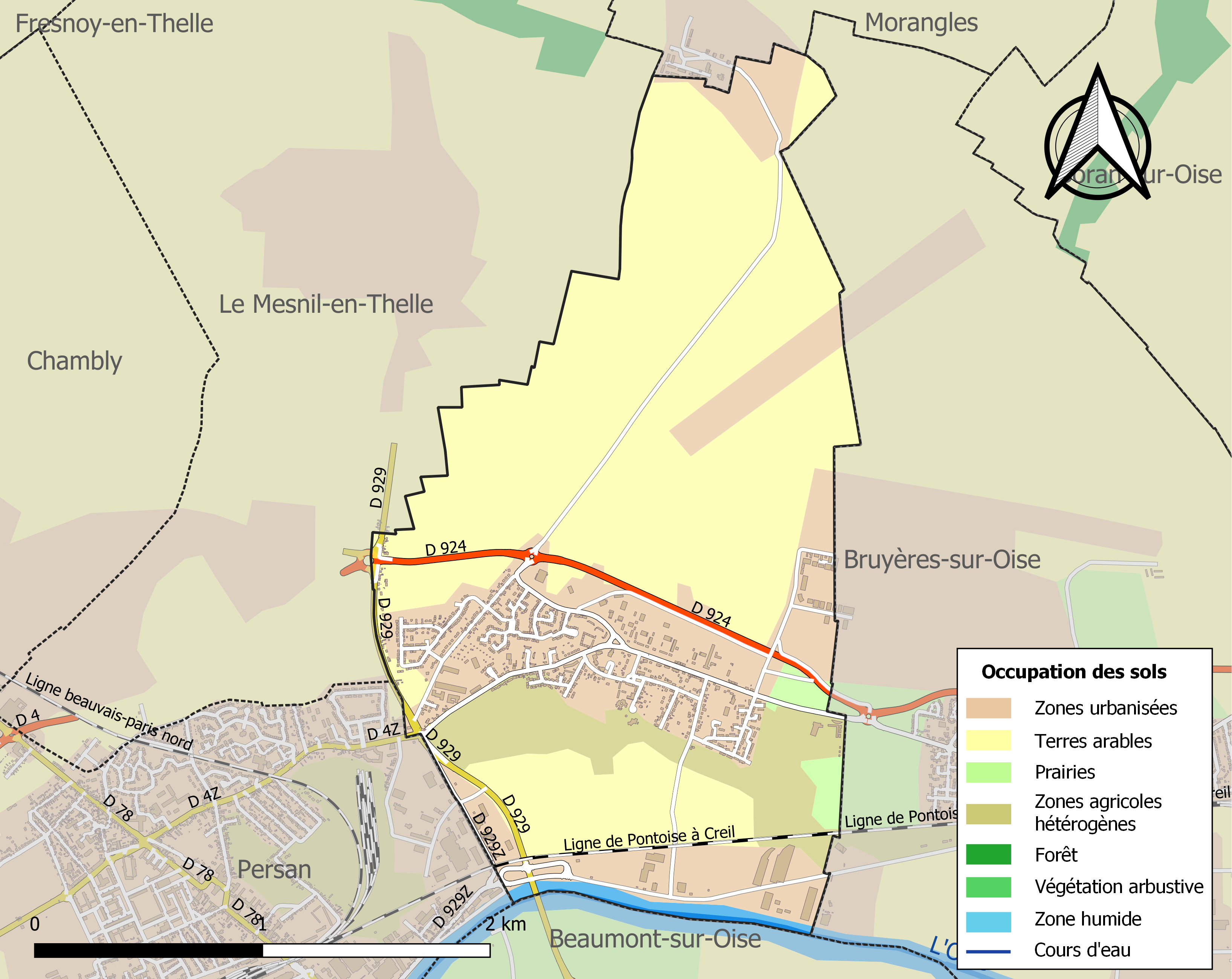
Occupation des sols.

### Communes limitrophes
Bernes-sur-Oise est limitrophe de : Beaumont-sur-Oise, Persan et Bruyères-sur-Oise (dans le département du Val-d'Oise) ainsi que Le Mesnil-en-Thelle et Morangles (dans le département voisin de l'Oise).
| Le Mesnil-en-Thelle (Oise) | Morangles (Oise)  |                   |
|                            | Bernes-sur-Oise   | Bruyères-sur-Oise |
| Persan                     | Beaumont-sur-Oise |                   |

### Hydrographie

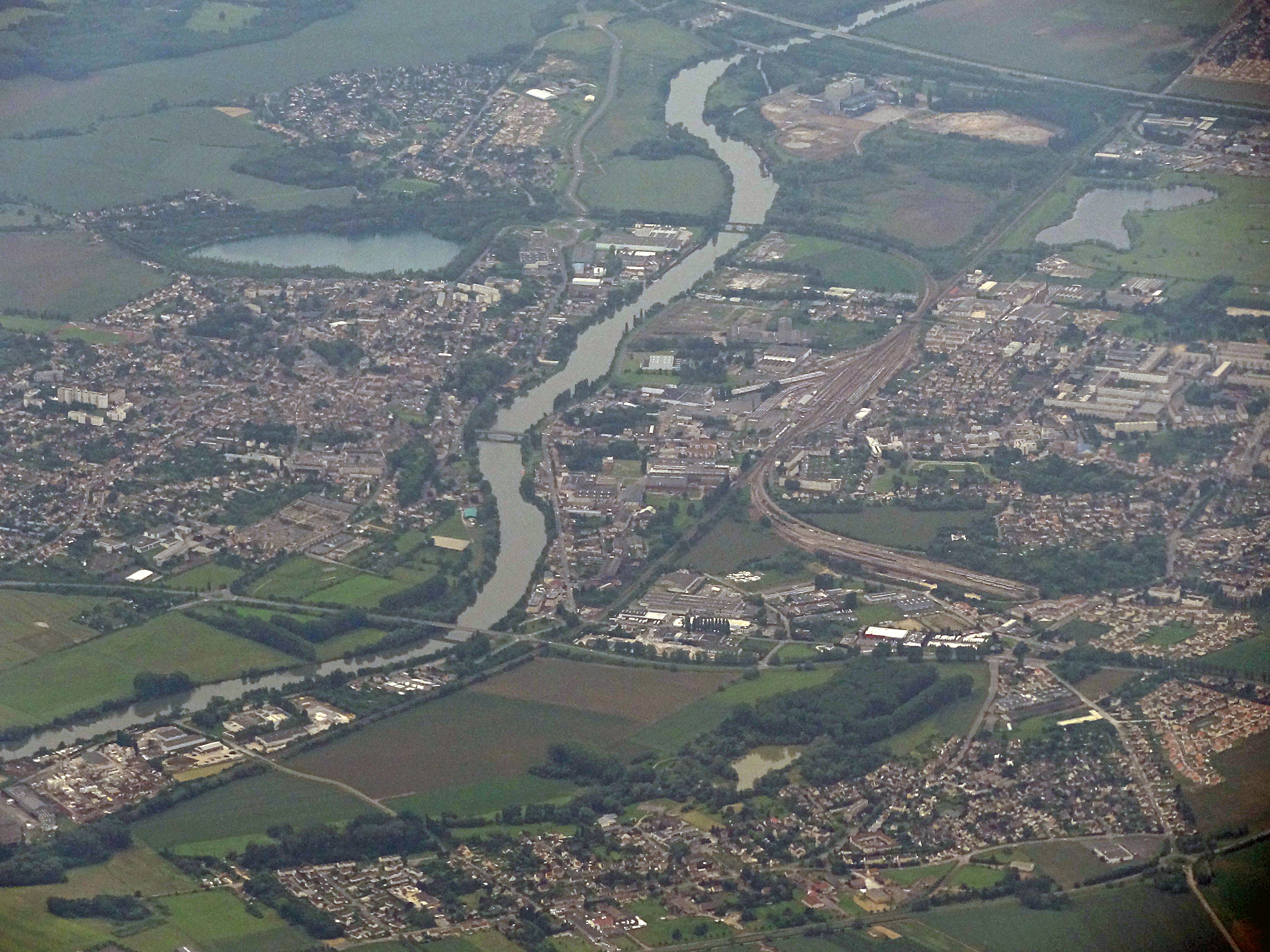
Vue aérienne de Persan (à droite du cliché), Beaumont-sur-Oise (à gauche), Bernes-sur-Oise (en bas), et l'Oise.

Le sud du territoire communal est limité par l'Oise, affluent de la Seine.
Plusieurs points d'eau se trouve dans la commune, dont un grand étang.

### Climat
Pour des articles plus généraux, voir Climat de l'Île-de-France et Climat du Val-d'Oise.
En 2010, le climat de la commune est de type climat océanique dégradé des plaines du Centre et du Nord, selon une étude du CNRS s'appuyant sur une série de données couvrant la période 1971-2000. En 2020, Météo-France publie une typologie des climats de la France métropolitaine dans laquelle la commune est dans une zone de transition entre le climat océanique et le climat océanique altéré et est dans la région climatique Sud-ouest du bassin Parisien, caractérisée par une faible pluviométrie, notamment au printemps (120 à 150 mm) et un hiver froid (3,5 °C).
Pour la période 1971-2000, la température annuelle moyenne est de 11,2 °C, avec une amplitude thermique annuelle de 14,6 °C. Le cumul annuel moyen de précipitations est de 656 mm, avec 10,7 jours de précipitations en janvier et 7,7 jours en juillet. Pour la période 1991-2020, la température moyenne annuelle observée sur la station météorologique la plus proche, située sur la commune de Creil à 17 km à vol d'oiseau, est de 11,2 °C et le cumul annuel moyen de précipitations est de 662,2 mm,. Pour l'avenir, les paramètres climatiques de la commune estimés pour 2050 selon différents scénarios d'émission de gaz à effet de serre sont consultables sur un site dédié publié par Météo-France en novembre 2022.

## Urbanisme

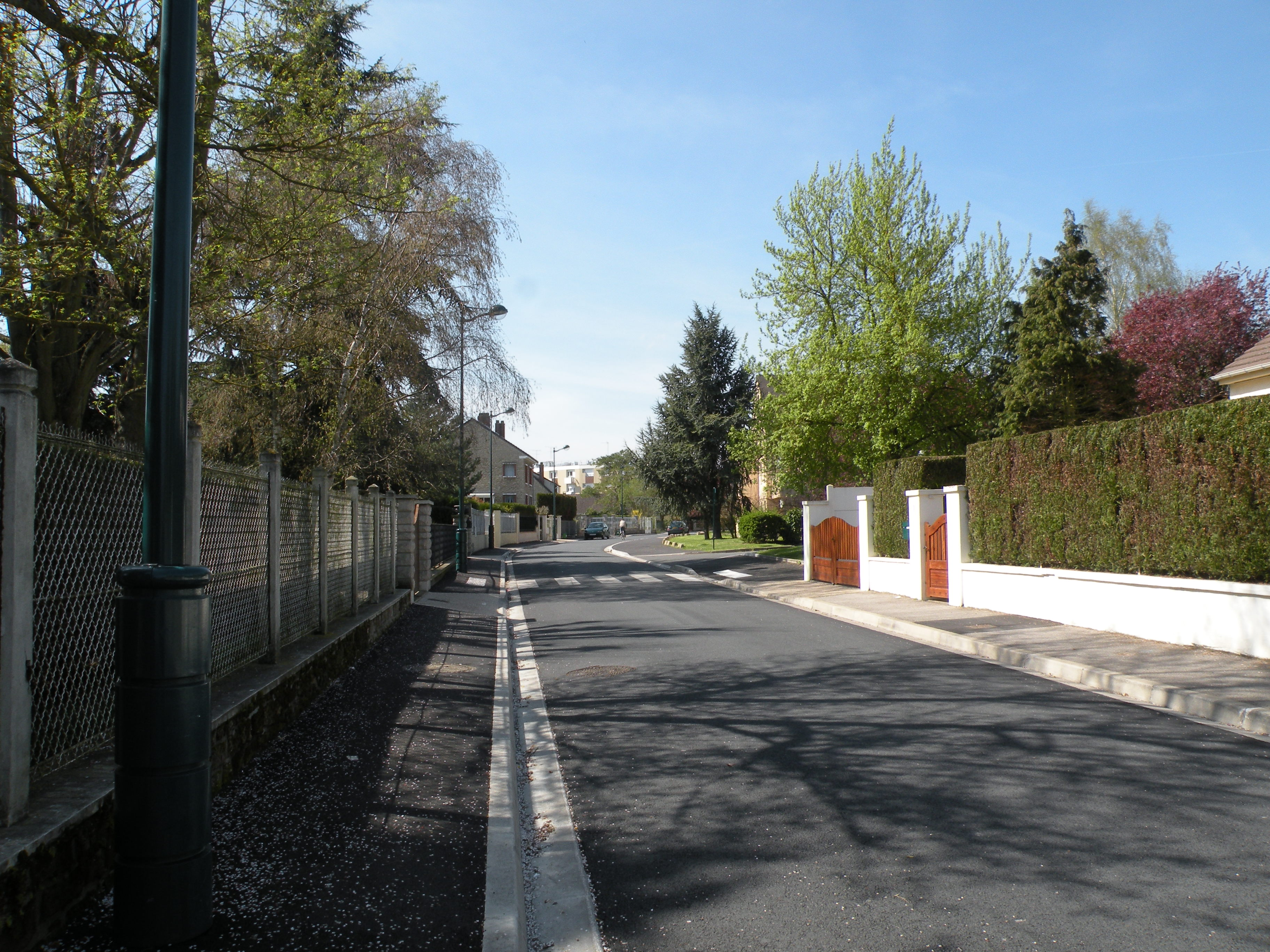
Paysage urbain à Bernes.

### Typologie
Au 1er janvier 2024, Bernes-sur-Oise est catégorisée centre urbain intermédiaire, selon la nouvelle grille communale de densité à sept niveaux définie par l'Insee en 2022.
Elle appartient à l'unité urbaine de Persan-Beaumont-sur-Oise, une agglomération inter-régionale regroupant six  communes, dont elle est une commune de la banlieue,,. Par ailleurs la commune fait partie de l'aire d'attraction de Paris, dont elle est une commune de la couronne,. Cette aire regroupe 1 929 communes,.

### Voies de communication et transports
Une partie l'aérodrome de Persan - Beaumont se situe sur le territoire communal. Il accueille un groupement d'initiation au parachutisme sportif et ascensionnel ainsi qu'une piste ULM.

## Toponymie
Le lieu est cité pour la première fois en 797 dans un acte de donation du comte Theubald à l'abbaye de Saint-Denis, puis dans une charte de 820 sous le nom de « Bagerna ».
Baierna en 1110, Baerna en 1122, Baenna en 1223, Baenne.
Le nom provient du gaulois bagina, forêt de hêtres, ou de bagos, hêtre, accompagné du suffixe italo-celtique -erna et du cours d'eau éponyme.

## Histoire
Le territoire de la commune est occupé depuis l'Antiquité, comme l'atteste la découverte d'un cimetière gallo-romain.
Seigneurie des Beaumont au XIIe siècle, le village vit essentiellement de la viticulture. Il abrite une importante commanderie de l'Ordre du Temple au XIIIe siècle, jusqu'à la destruction de l'ordre par Philippe le Bel. Les chevaliers de l'Ordre de Saint-Jean de Jérusalem leur succèdent alors.
Durant la Seconde Guerre mondiale, le village est détruit à 95 % par les bombardements américains, du fait de la proximité de la  base aérienne 218 Persan-Beaumont, un terrain d'aviation militaire utilisé par l'armée d'occupation entre 1943 et 1945 et offre la physionomie des villages reconstruits d'après-guerre.
En 2021, Bernes-sur-Oise et la commune voisine de Bruyères-sur-Oise sont choisies pour y construire la future seconde maison d'arrêt du Val-d'Oise, suscitant une réticence des habitants qui s'organisent en créant un collectif d'opposition.

## Politique et administration

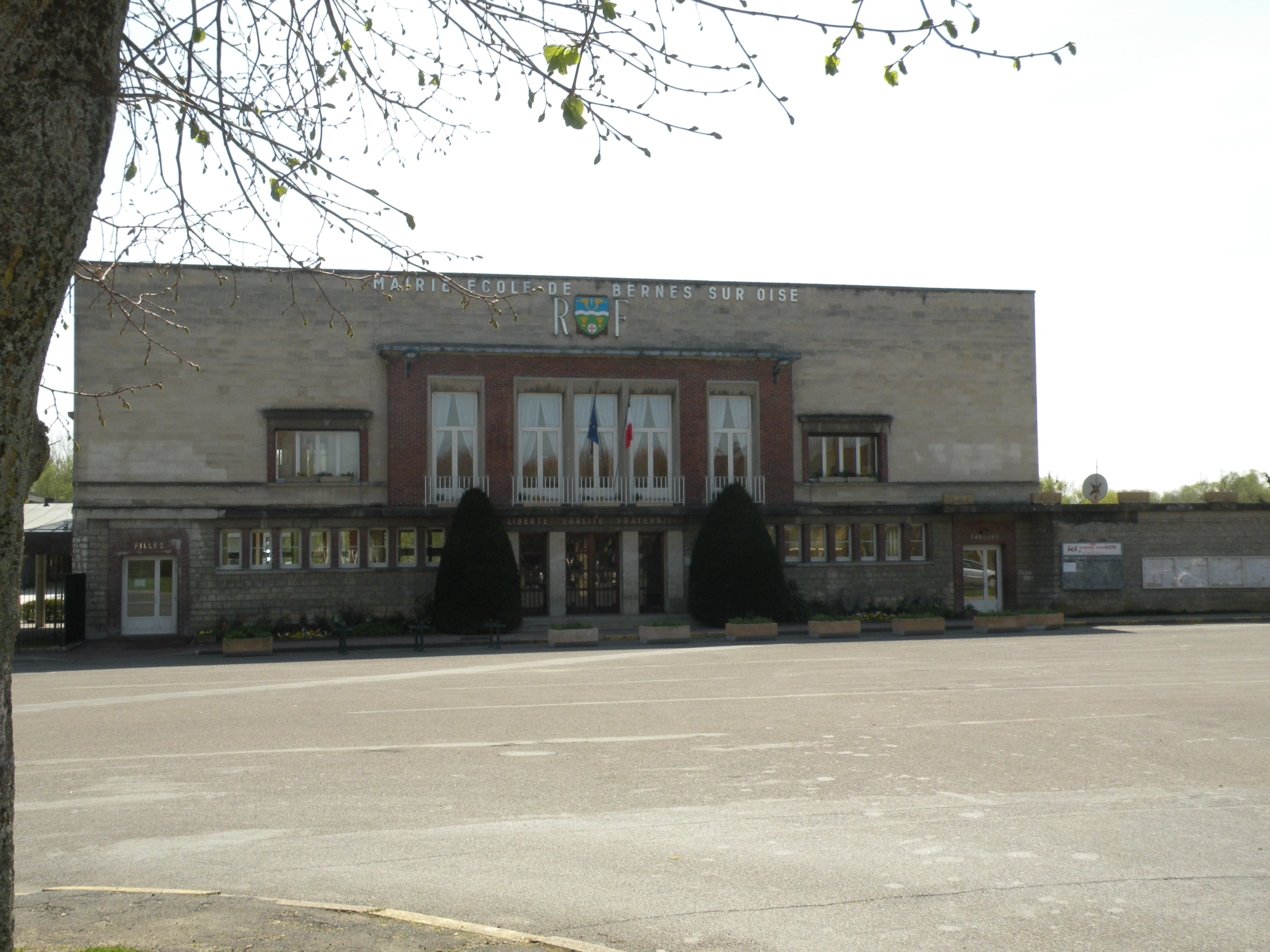
La mairie avant son extension.

### Rattachements administratifs et électoraux
Rattachements administratifs
Antérieurement à la loi du 10 juillet 1964, la commune faisait partie du département de Seine-et-Oise. La réorganisation de la région parisienne en 1964 fit que la commune appartient désormais au département du Val-d'Oise et à son arrondissement de Pontoise après un transfert administratif effectif au 1er janvier 1968.
Elle faisait partie depuis 1801 du canton de L'Isle-Adam de Seine-et-Oise. Lors de la mise en place du Val-d'Oise, elle intègre en 1967 le  canton de Beaumont-sur-Oise. Dans le cadre du redécoupage cantonal de 2014 en France, cette circonscription administrative territoriale a disparu, et le canton n'est plus qu'une circonscription électorale.
La commune fait partie de la juridiction d’instance, de grande instance ainsi que de commerce de Pontoise,.
Rattachements électoraux
Pour les élections départementales, la commune fait partie depuis 2014 du canton de L'Isle-Adam.
Pour l'élection des députés, elle fait partie de la première circonscription du Val-d'Oise.

### Intercommunalité
Bernes-sur-Oise est membre de la communauté de communes du Haut Val-d'Oise, un établissement public de coopération intercommunale (EPCI) à fiscalité propre créé fin 2004.

### Tendances politiques et résultats
Lors des élections municipales de 2020, la liste menée par Olivier Anty remporte l'élection dès le premier tour, devançant avec 55,75 % celle menée par le maire sortant, Jean-noël Poutrel, qui obtient 44,24 % lors d'un scrutin marqué par 48,34 % d'abstention.

### Liste des maires
| Période                                  | Période   | Identité           | Étiquette | Qualité                                                              |
| ---------------------------------------- | --------- | ------------------ | --------- | -------------------------------------------------------------------- |
| Les données manquantes sont à compléter. |           |                    |           |                                                                      |
| 1826                                     | 1830      | Jean Darriule      |           |                                                                      |
|                                          |           |                    |           |                                                                      |
| mai 1953                                 | mars 1959 | Paul Hédin         |           |                                                                      |
| mars 1959                                | mars 1971 | Henri Vital        |           |                                                                      |
| mars 1971                                | juin 1995 | Christian Lorillon |           |                                                                      |
| juin 1995                                | mars 2002 | Bernard Heurtevent | PS        | Directeur départemental de l'Afpa Mort en fonctions                  |
| avril 2002                               | mars 2014 | Yves Ollivier      | DVG       | Retraité Président de la CC du Haut Val-d'Oise (2012 → 2014)         |
| mars 2014                                | mai 2020  | Jean-Noël Poutrel  | SE        | Agriculteur Vice-président de la CC du Haut Val-d'Oise (2014 → 2020) |
| mai 2020                                 | En cours  | Olivier Anty       | SE        | Vice-président de la CC du Haut Val-d'Oise (2014 → 2020)             |

## Population et société

### Démographie
L'évolution du nombre d'habitants est connue à travers les recensements de la population effectués dans la commune depuis 1793. Pour les communes de moins de 10 000 habitants, une enquête de recensement portant sur toute la population est réalisée tous les cinq ans, les populations de référence des années intermédiaires étant quant à elles estimées par interpolation ou extrapolation. Pour la commune, le premier recensement exhaustif entrant dans le cadre du nouveau dispositif a été réalisé en 2007.

En 2022, la commune comptait 2 703 habitants, en évolution de +0,52 % par rapport à 2016 (Val-d'Oise : +4 %, France hors Mayotte : +2,11 %).
| 1793 | 1800 | 1806 | 1821 | 1831 | 1836 | 1841 | 1846 | 1851 |
| ---- | ---- | ---- | ---- | ---- | ---- | ---- | ---- | ---- |
| 199  | 218  | 217  | 178  | 176  | 188  | 184  | 205  | 208  |

| 1856 | 1861 | 1866 | 1872 | 1876 | 1881 | 1886 | 1891 | 1896 |
| ---- | ---- | ---- | ---- | ---- | ---- | ---- | ---- | ---- |
| 203  | 203  | 193  | 181  | 170  | 197  | 185  | 206  | 229  |

| 1901 | 1906 | 1911 | 1921 | 1926 | 1931 | 1936 | 1946 | 1954 |
| ---- | ---- | ---- | ---- | ---- | ---- | ---- | ---- | ---- |
| 265  | 250  | 262  | 302  | 392  | 486  | 455  | 400  | 675  |

| 1962 | 1968  | 1975  | 1982  | 1990  | 1999  | 2006  | 2007  | 2012  |
| ---- | ----- | ----- | ----- | ----- | ----- | ----- | ----- | ----- |
| 724  | 1 040 | 1 402 | 1 363 | 2 434 | 2 220 | 2 352 | 2 363 | 2 399 |

| 2017  | 2022  | - | - | - | - | - | - | - |
| ----- | ----- | - | - | - | - | - | - | - |
| 2 708 | 2 703 | - | - | - | - | - | - | - |

### Enseignement
Bernes-sur-Oise est située dans l'académie de Versailles.
La ville possède 3 établissements dont 2 écoles et un collège[Quand ?] : 
- École :
  - École maternelle du Bois-Perrot
  - École élémentaire des Ajeux
- Collège :
  - Collège Pierre-Perret

### Sports
La commune présente de nombreux clubs et associations sportives (pétanque, badminton, football, arts martiaux...) et dispose de multiples équipements sportifs.
Le Bruyères Bernes US Municipal est une union sportive de football passée avec la ville de Bruyères-sur-Oise.

## Culture locale et patrimoine

### Lieux et monuments

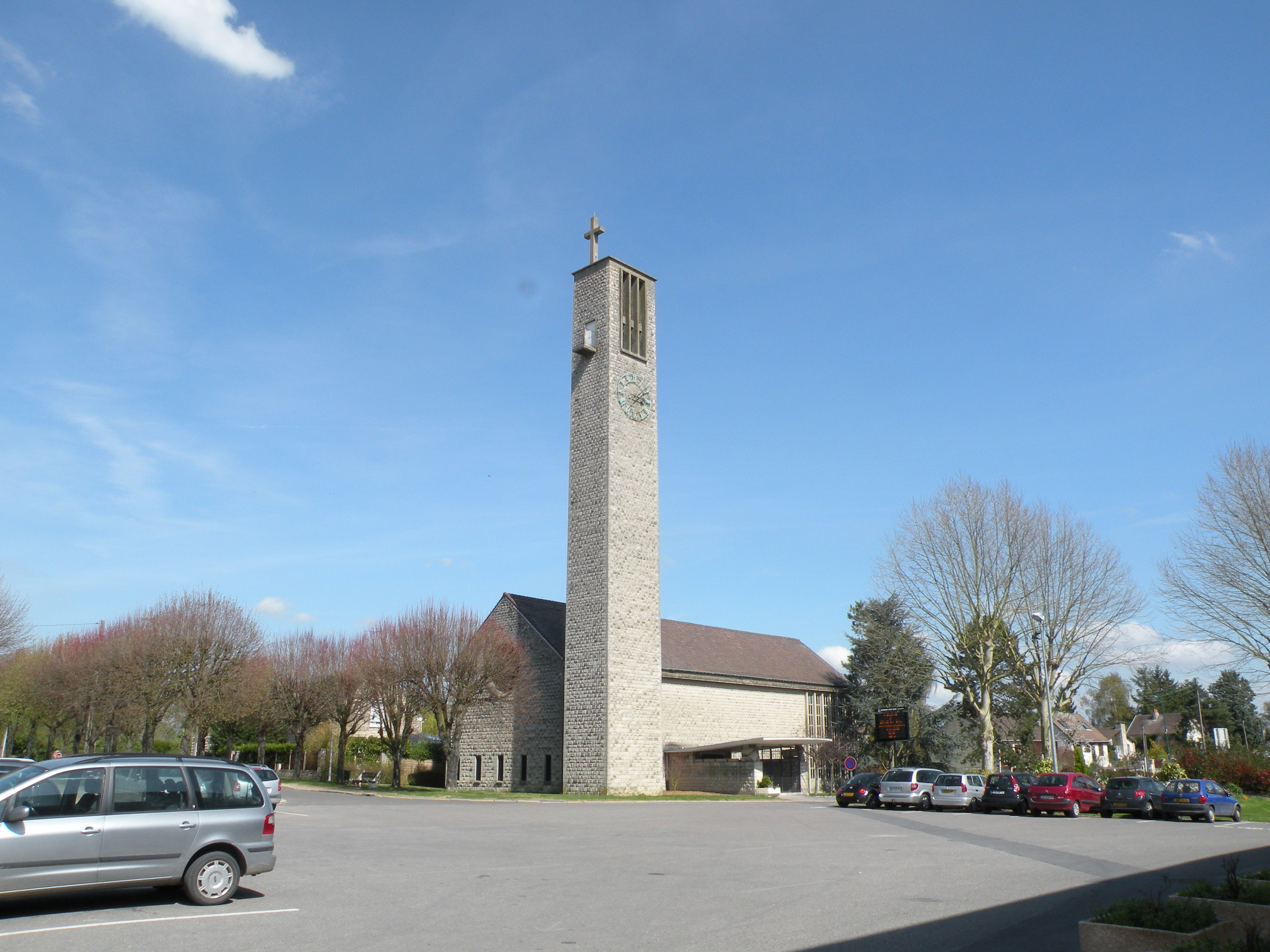
Église Saint-Denis.

- Église Saint-Denis, carrefour Georges-Brassens

L'église du XIIIe siècle a été détruite par les bombardements de 1944. Elle fut remplacée à partir de 1951 par un édifice d'architecture moderne au style épuré à nef unique, bâti sur les plans de l'architecte Paul Koch.
La nouvelle église possède un haut clocher carré de pierre. À l'intérieur, elle abrite une vierge en pierre du XIVe siècle et une statue en pierre de saint Roch du XVIe siècle. La rosace (vitrail) est une œuvre du peintre Jean Weinbaum (1926-2013).

### Personnalités liées à la commune
- Jean-Lucq D'Arriule (1774-1850), lieutenant-général français de la Révolution et du Premier Empire y est décédé.

### Bernes-sur-Oise  au cinéma et à la télévision
- 1955 : À la manière de Sherlock Holmes d’Henry Lepage[33]
- 1966 : Paris brûle-t-il ? de René Clément[33]
- 2007 : L'Affaire Ben Barka téléfilm de Jean-Pierre Sinapi[33]

### Héraldique
| Blason de Bernes-sur-Oise | Blason  | Coupé ondé : au premier d'azur aux deux demi-vols étendus adossés d'or enfermant un clou d'argent, au second de sinople au besant d'argent chargé d'une croisette pattée de gueules, surmonté de deux gerbes de blé d'or liées de gueules ; à la devise ondée d'argent brochant sur la partition. |
| Blason de Bernes-sur-Oise | Détails | La divise évoque l'Oise, les gerbes de blé l'agriculture, les demi-vols l'aérodrome, le clou de la Passion l'abbaye royale de Saint Denis et le besant la commanderie des Templiers. (Source ex-Banque du Blason)                                                                                 |